# کیم اون-اوک
کیم اون-اوک (انگلیسی: Kim Un-ok؛ زادهٔ ۱۸ آوریل ۱۹۷۸) بازیکن فوتبال زن اهل کره شمالی بود.
وی همچنین در تیم ملی فوتبال زنان کره شمالی بازی کرده است.